# 第11F海軍航空隊
第11F海軍航空隊（だい11Fかいぐんこうくうたい、仏: Flottille 11F）は、フランス海軍海軍航空隊遠征航空群隷下の戦闘機部隊。第二次世界大戦時に活躍した第102B飛行中隊（l'escadrille B102）の伝統を継承した海軍最古参の航空部隊とみなされる。ランディヴィジオ海軍航空基地に所在し、戦闘機にラファールMを運用する。フランスの核戦力の一翼を担う海軍核戦力（FANU）として、シスタースコードロンの第12F海軍航空隊とともに核攻撃能力を有する海軍飛行隊でもある。

## 歴史
第11F海軍航空隊は、グラマンF6F-5飛行隊として1953年6月20日にディエール・ル・パリヴェストル海軍航空基地で編成された。編成後、空母アローマンシュ（Arromanches, R95）に搭載され、第一次インドシナ戦争に対処するためフランス領インドシナへ派遣、ディエンビエンフーの戦いでの防衛戦に投入された。
1955年1月17日に一度解隊されるが、同年4月4日に再編成され、飛行隊としては初のジェット機となるシュド・エストアキロンが配備され、1958年から1959年までアルジェリア戦争に参加、1960年からは空母クレマンソー（Clemenceau, R98）に搭載された。1962年4月18日に再び解隊され、1963年4月1日に二度目の再編成後、ダッソーエタンダールIV Mが配備された。1967年5月2日にはディエール・ル・パリヴェストル海軍航空基地からランディヴィジオ海軍航空基地に移駐、空母クレマンソー及びフォッシュ（Foch, R 99）の艦載機として運用された。
1978年9月からはダッソーシュペルエタンダールに機種転換し、全天候での対地・対艦攻撃任務を担い、エグゾセ空対艦ミサイルやAN-52核爆弾を運用した。なお、AN-52核爆弾は1989年にASMP巡航ミサイルへ更新されている。
1983年にレバノン内戦でのオリエント作戦に参加。1993年1月から1995年2月までユーゴスラビア紛争における国際連合保護軍（UNPROFOR）に参加し、アドリア海に展開した。1995年11月27日からは近代化改修型のダッソーシュペルエタンダールMへと機種転換が行われ、レーザー誘導爆弾の運用能力が新たに付与された。1999年にコソボ紛争におけるアライド・フォース作戦に参加し、セルビアおよびコソボに対する空爆任務に400回以上出撃した。
アライド・フォース作戦からの帰国後、空母シャルル・ド・ゴール（Charles de Gaulle, R91）の洋上試験に2000年から2001年まで参加、2001年5月の就役後は同艦の艦載機となった。また、シュペルエタンダールMはスタンダード4仕様に改修されている。同年10月にアフガニスタンで展開された不朽の自由作戦における海上阻止行動に、空母シャルル・ド・ゴールを中心とした機動艦隊の第473任務部隊を派遣、ヘラクレス作戦としてインド洋に展開した。2007年2月から5月までの期間もアフガニスタンにおける作戦のために展開した。
2011年9月19日にダッソーラファールMへ機種転換し、シュペルエタンダールMは第17F海軍航空隊へ移管された。2017年10月にはISILに対するシャマル作戦の一環として、第12F海軍航空隊とともにヨルダンのプリンス・ハッサン空軍基地に派遣された。

## NATOタイガー・アソシエーション

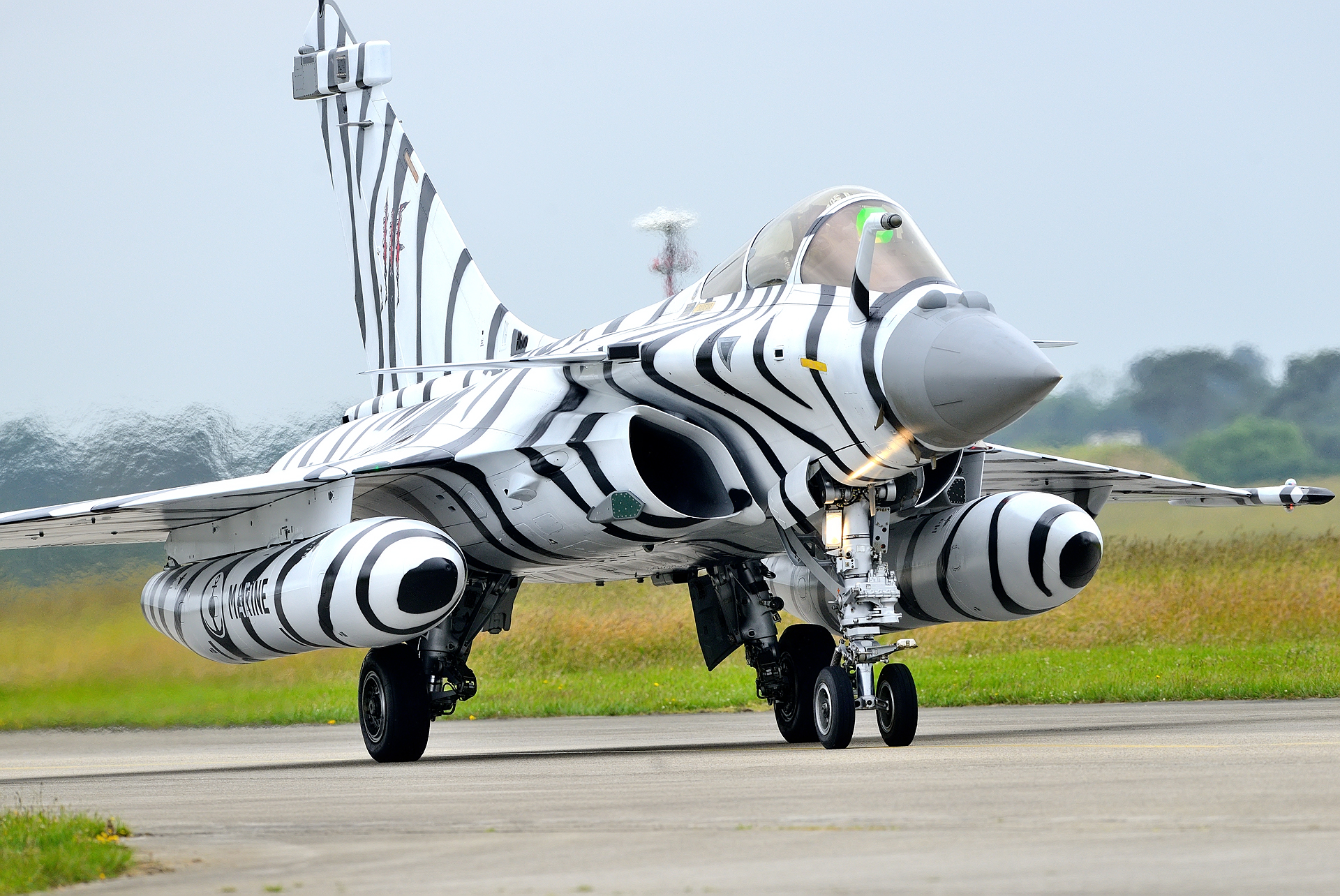
タイガーミート2017でのスペシャルマーキングを施したラファールM

第11F海軍航空隊は、NATO タイガー・アソシエーションの正式メンバーとなっている。部隊の紋章に虎のモチーフは無いものの、かつて乗艦していた空母クレマンソーが虎のモチーフを有しており、空母クレマンソー退役時に第11海軍航空隊が虎を継承することを許可されている。

## 配備基地の変遷
- ディエール・ル・パリヴェストル海軍航空基地（プロヴァンス＝アルプ＝コート・ダジュール地域圏ヴァール県）（1953年6月 - 1957年2月）
- カロウバ海軍航空基地（フランス語版）（チュニジア・ビゼルト県ビゼルト）（1957年3月 - 1962年1月）
- ディエール・ル・パリヴェストル海軍航空基地（プロヴァンス＝アルプ＝コート・ダジュール地域圏ヴァール県）（1962年1月 - 1967年5月）
- ランディヴィジオ海軍航空基地（ブルターニュ地域圏フィニステール県）（1967年5月 - ）

## 歴代運用機
- 戦闘機

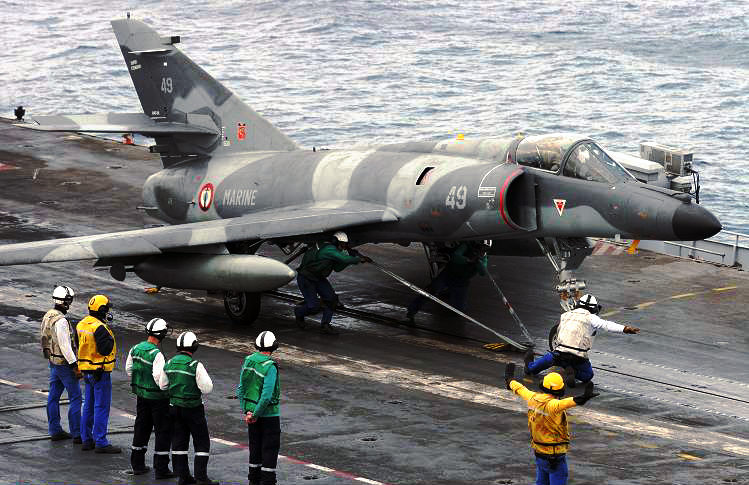
第11F海軍航空隊で運用したシュペルエタンダール

  - F6F-5（1953年6月 - 1955年1月）
  - アキロン（英語版）（1955年4月 - 1962年4月）
  - ラファールM（2011年9月 - ）
- 攻撃機
  - エタンダールIV M（1963年4月 - 1978年9月）
  - シュペルエタンダール（1978年9月 - ）
  - シュペルエタンダールM（1995年11月 - 2011年9月）